# Katsutoshi Kawano
Katsutoshi Kawano (Hokkaido, 28 novembre 1954) è un ammiraglio giapponese, Capo di stato maggiore delle forze armate giapponesi dal 2014 al 2019.